# 波多野時光
波多野 時光（はたの ときみつ）は、鎌倉時代中期の武将。六波羅評定衆であった波多野義重の息子で、越中国礪波郡野尻荘の野尻氏の祖となったことで知られる。野尻時光とも。

## 概要

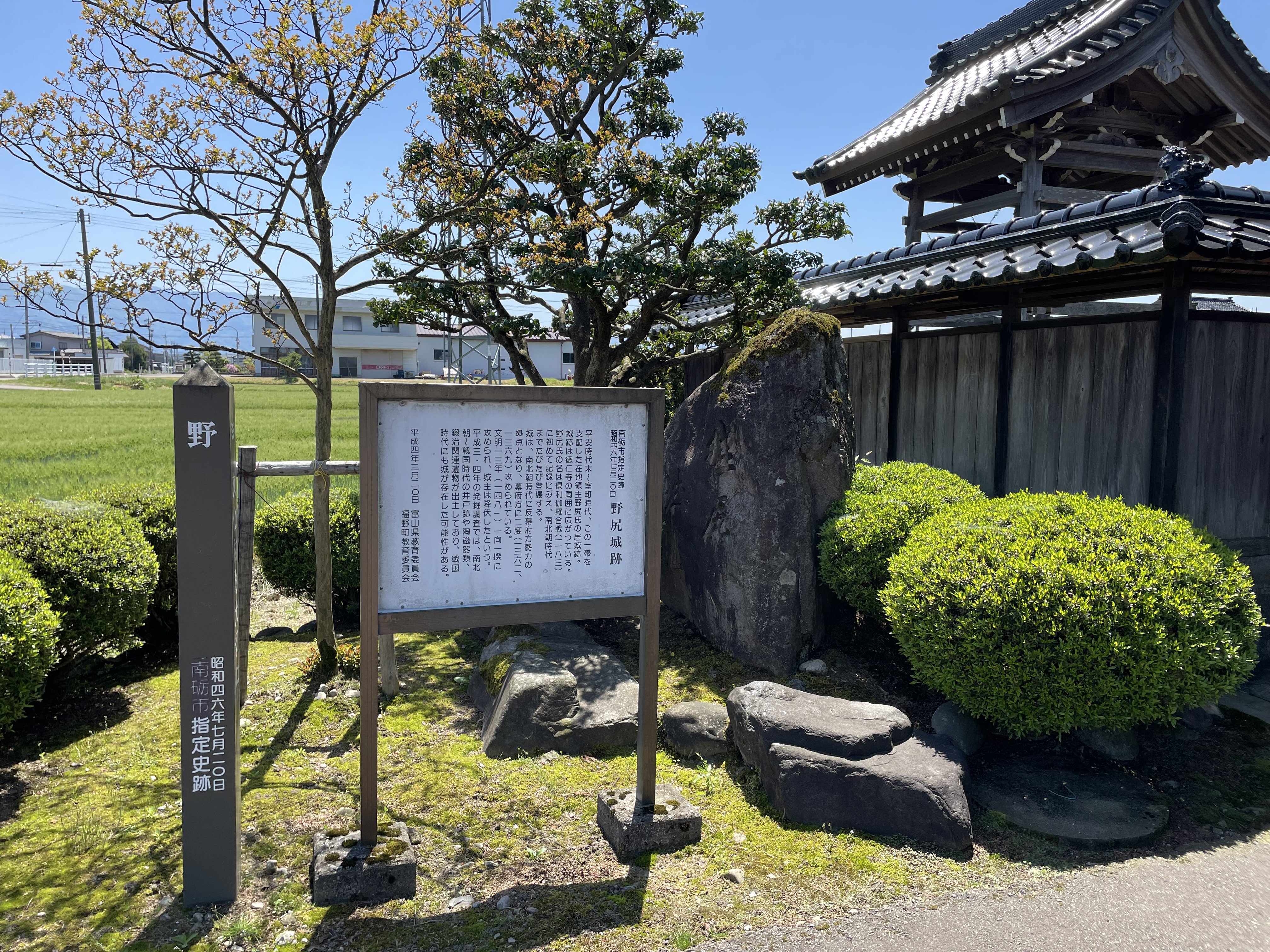
野尻波多野氏が居城とした野尻城跡（現南砺市野尻徳仁寺）。

相模波多野氏は相模国波多野荘（現神奈川県秦野市）を本貫とする武士であり、治承・寿永の乱初期には波多野義常が源頼朝に敵対した末に自害したが、その弟波多野忠綱の家系が鎌倉幕府に仕えて栄達した。波多野忠綱の息子義重に2子があり、史料によってどちらが兄であるかはバラバラであるが、その内の一人が時光であった。波多野孝家所蔵「波多野血統鑑」には、時光の兄弟宣時は「一生病身、不続家」、時光は「宣時蟄居、依之家督相続」とあり、本来は宣時が長男として家督を継ぐ立場であったが、病身であったために時光が家督を譲られたというのが実像であったようである。
波多野義重は承久の乱において北条泰時率いる東海道方面軍に属し、この時の武功によって六波羅評定衆に登用された。一方、承久の乱の北陸方面では北条朝時率いる軍団が越中国砺波郡般若野荘の戦いで京方の軍勢を破り、この時砺波郡在地武士の石黒三郎は朝時軍に降った。石黒三郎は朝時配下の合田氏を孫娘の壻に迎えて存続を図ろうとしたが果たせず、石黒三郎の一族が砺波郡を離れた後にその旧領（石黒下郷＝野尻郷）に入ったのが波多野時光であった。波多野時光が野尻郷に入った経緯は明らかではないが、鎌倉幕府に反抗的であった石黒一族を牽制するために、小矢部川水運の結節点として越中西部の要衝たる野尻地方に有力御家人の波多野氏を配したものとみられる。また、北条朝時に次ぐ副将格として北陸方面軍に加わった結城朝広は波多野氏と同じく藤原秀郷を祖と仰ぐ一族で相互に交流があり、結城朝広の推挙によって波多野時光は野尻郷に入ったのではないかとする説がある。
波多野氏の本家は在京して六波羅探題評定衆を務め越中国に留まることはなかったが、恐らくは庶系の子孫が野尻に定着し、以後波多野時光の子孫が野尻氏を称するようになる。南北朝時代に桃井直常に味方した波多野下野守は野尻時光に始まる野尻波多野氏の出であった。